# Chen Ying (Trois Royaumes)
Pour les articles homonymes, voir Chen Ying.
 (avril 2017).
Si vous disposez d'ouvrages ou d'articles de référence ou si vous connaissez des sites web de qualité traitant du thème abordé ici, merci de compléter l'article en donnant les références utiles à sa vérifiabilité et en les liant à la section « Notes et références ».
Chen Ying (chinois simplifié : 陈应 ; chinois traditionnel : 陳應 ; pinyin : chén yīng ? — 209), fils de Chen Gui (陈珪 / 陳珪, chén guī), et frère de Chen Deng (陈登 / 陳登, chén dēng est un guerrier et un commandant militaire chinois sous les ordres de Zhao Fan, préfet du comté de Guiyang, durant la dynastie Han[Quand ?] en Chine antique. (personnage fictif) 

## Biographie
Sa renommée provenait de son grand talent dans le maniement d’armes fourchues. Lorsque[Quand ?] Zhao Yun vint attaquer Guiyang, il se porta volontaire pour repousser l’ennemi. Cependant, après quelques brefs échanges avec Zhao Yun, il fut capturé puis renvoyé à Zhao Fan afin de lui suggérer de se rendre. Peu après[Quand ?], il fit semblant de se rendre avec Bao Long dans un plan de fausse soumission, mais fut exécuté lorsque Zhao Yun s’aperçut de la ruse.